# Chorostkiw

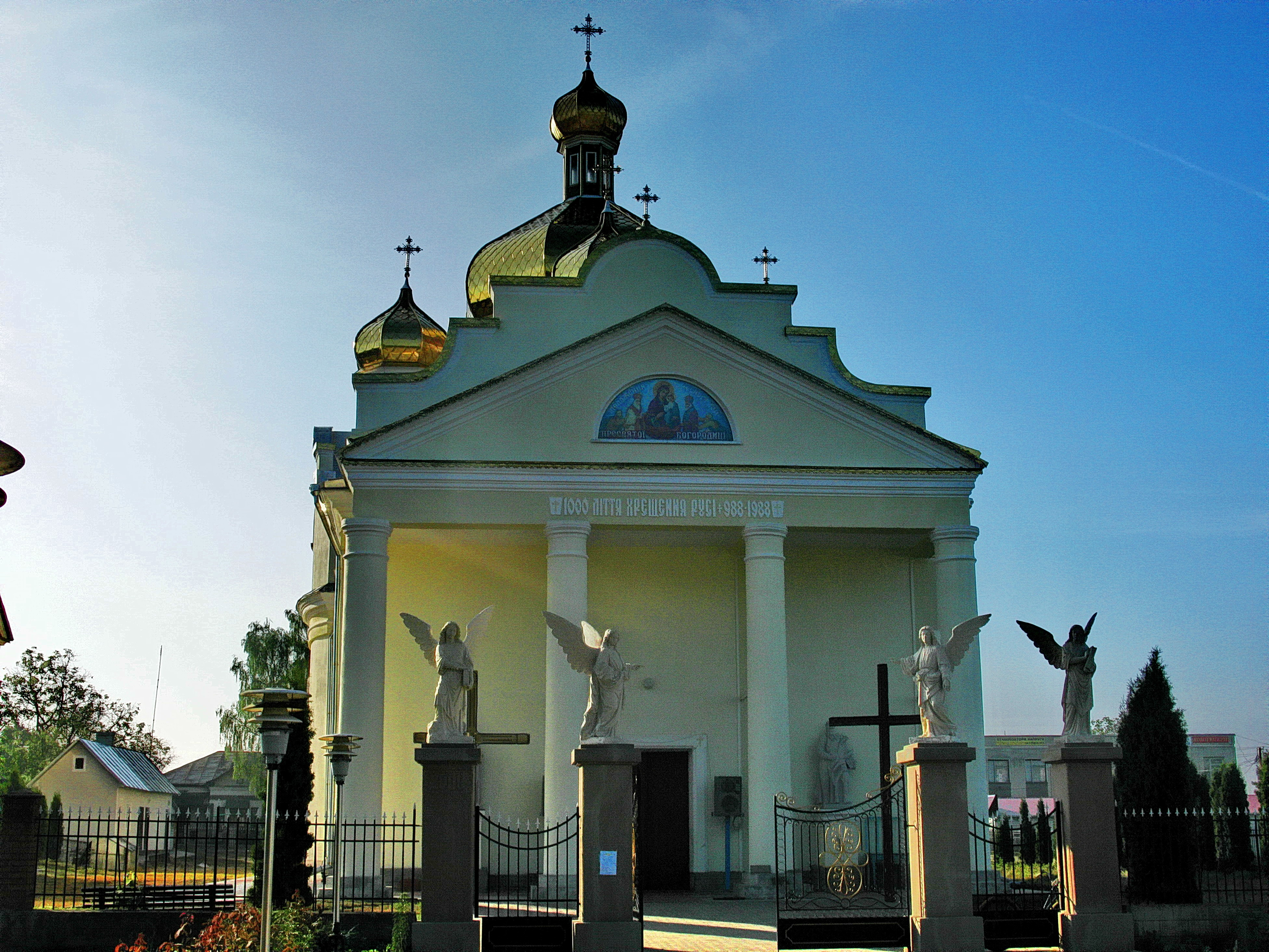
Kirche im Ort

Chorostkiw (ukrainisch Хоростків; russisch Хоростков Chorostkow, polnisch Chorostków) ist eine Stadt im Osten der ukrainischen Oblast Ternopil.
Die Stadt liegt am Ufer der Tajna (Тайна) etwa 43 km südöstlich der Oblasthauptstadt Ternopil.

## Geschichte
Der Ort wird 1564 zum ersten Mal schriftlich erwähnt und erhielt 1578 das Magdeburger Stadtrecht. Bis 1772 lag er in der Woiwodschaft Podolien, der Adelsrepublik Polen-Litauen. Mit den Teilungen Polens fiel der Ort an das österreichische Galizien, musste aber zwischen 1809 und 1815, wie der gesamte Tarnopoler Kreis, an Russland abgetreten werden.
Nach dem Wiener Kongress kam die Ortschaft zurück zum Kaisertum Österreich, von 1850 bis 1918 war sie zunächst der Bezirkshauptmannschaft Kopyczyńce, ab 1867 der Bezirkshauptmannschaft Husiatyn unterstellt. Es entwickelte sich in der Folgezeit eine jüdische Gemeinde. Dieser Teil der Einwohnerschaft wurde im Zweiten Weltkrieg vollständig ermordet oder vertrieben.
1896 bekam das damalige Chorostków durch den Bau der Lokalbahn Tarnopol–Kopyczyńce Anschluss an das Eisenbahnnetz.
Nach dem Ende des Ersten Weltkrieges kam der Ort zur polnischen Woiwodschaft Tarnopol, im Zweiten Weltkrieg wurde die Stadt kurzzeitig von der Sowjetunion und dann bis 1944 von Deutschland besetzt.
Nach dem Ende des Krieges wurde der Ort der Sowjetunion zugeschlagen, dort kam die Stadt zur Ukrainischen SSR und ist seit 1991 ein Teil der heutigen Ukraine. 1977 erhielt der Ort schließlich wieder den Stadtstatus zuerkannt.

## Verwaltungsgliederung
Am 12. August 2015 wurde die Stadt zum Zentrum der neugegründeten Stadtgemeinde Chorostkiw (Хоростківська міська громада Chorostkiwska miska hromada), zu dieser zählen auch noch die 9 in der untenstehenden Tabelle aufgelisteten Dörfer, bis dahin bildete sie zusammen mit dem Dorf Karaschynzi die gleichnamige Stadtratsgemeinde Chorostkiw (Хоростківська міська рада/Chorostkiwska miska rada) im Westen des Rajons Hussjatyn.
Seit dem 17. Juli 2020 ist sie ein Teil des Rajons Tschortkiw.
Folgende Orte sind neben dem Hauptort Chorostkiw Teil der Gemeinde:
| Name                     | Name            | Name                             | Name           | Name |
| ukrainisch transkribiert | ukrainisch      | russisch                         | polnisch       |      |
| ------------------------ | --------------- | -------------------------------- | -------------- | ---- |
| Chlopiwka                | Хлопівка        | Хлоповка (Chlopowka)             | Chłopówka      |      |
| Karaschynzi              | Карашинці       | Карашинцы (Karaschinzy)          | Karaszyńce     |      |
| Kljuwynzi                | Клювинці        | Клювинцы (Kljuwinzy)             | Kluwińce       |      |
| Malyj Howyliw            | Малий Говилів   | Малый Говилов (Maly Gowilow)     | Howiłów Mały   |      |
| Peremyliw                | Перемилів       | Перемилов (Peremilow)            | Peremiłów      |      |
| Soroka                   | Сорока          | Сорока                           | Soroka         |      |
| Uwysla                   | Увисла          | Увисла (Uwisla)                  | Uwisła         |      |
| Welykyj Howyliw          | Великий Говилів | Великий Говилов (Weliki Gowilow) | Howiłów Wielki |      |
| Werchiwzi                | Верхівці        | Верховцы (Werchowzy)             | Wierzchowce    |      |

## Söhne und Töchter der Stadt
- Mark Scherlag (1878–1962), österreichisch-israelischer Schriftsteller und Übersetzer
- Blume Lempel (1907–1999), polnisch-US-amerikanische Schriftstellerin
- Abraham Ofer, geboren als Abraham Hirsch (1922–1977), israelischer Politiker, Wohnungsbauminister
- Gregory Hlady (* 1954), ukrainisch-kanadischer Schauspieler und Theaterregisseur